# Litoria pygmaea
Litoria pygmaea (tên tiếng Anh: Geelvink Pygmy Treefrog) là một loài ếch thuộc họ Pelodryadidae.
Loài này có ở Tây Papua (Indonesia) và Papua New Guinea.
Môi trường sống tự nhiên của chúng là rừng ẩm vùng đất thấp nhiệt đới hoặc cận nhiệt đới, đầm nước ngọt, đầm nước ngọt có nước theo mùa, vườn nông thôn, các vùng đô thị, và kênh đào và mương rãnh.